# Roque Moya
Pour les articles homonymes, voir Moya.
Moya  Caballero est un nom espagnol. Le premier nom de famille, en général paternel, est Moya ; le second, en général maternel, souvent omis, est Caballero.
Roque Moya Caballero (né le 10 février 1953 à Gorafe en Andalousie) est un coureur cycliste espagnol. Professionnel de 1976 à 1980, il a notamment remporté remporté le Tour d'Aragon et une étape du Tour du Pays basque.  

## Palmarès
- 1976
  - 4e étape du Tour des Asturies

- 1978
  - 4e étape du Tour du Pays basque

- 1979
  - 2e étape de la Costa del Azahar
  - Classement général du Tour d'Aragon

- 1980
  - 1re étape du Tour de Cantabrie

## Résultats sur les grands tours

### Tour d'Espagne
4 participations 
- 1976 : abandon (4e étape)
- 1978 : abandon (4e étape)
- 1979 : 71e
- 1980 : hors délais (8e étape)